# Westinghouse J34
Pour les articles homonymes, voir J34.
Le Westinghouse J34, référence interne Westinghouse 24C, était un turboréacteur à simple flux développé par la Westinghouse Aviation Gas Turbine Division (en) dans les années 1940. Essentiellement une version agrandie du Westinghouse J30, le J34 développait 15,14 kN de poussée, soit deux fois plus que le J30. Plus tard, les modèles ont fourni jusqu'à 21,80 kN de poussée avec l'ajout d'un système de postcombustion.
Il effectua son premier vol en 1947. Il fut ensuite développé une version environ 50 % plus grande et plus puissante du J34, le moteur J46.

## Développement
Construit dans une ère de progrès rapide de la technologie des turbines à gaz, le moteur J34 était largement obsolète avant son entrée en service, et servit souvent de moteur intermédiaire. Par exemple, le Douglas X-3 Stiletto fut équipé de deux moteurs J34 lorsque le moteur Westinghouse J46 s'avéra inadapté. Le Stiletto avait été développé pour étudier la conception d'un aéronef pour une vitesse supersonique soutenue. Cependant, équipé du J34 au lieu de ses moteurs initialement prévus, il manquait sérieusement de puissance et ne pouvait pas dépasser Mach 1 en vol en palier.
Développé pendant la transition des moteurs à pistons aux réacteurs, le J34 équipa parfois des appareils comme un supplément à d'autres motorisations ou comme moteur d'appoint, comme sur le Lockheed P-2 Neptune et le Douglas Skyrocket (équipés respectivement de moteurs à pistons en étoile et d'un moteur-fusée).

## Versions
- J34-WE-2 : 13,4 kN de poussée
- XJ34-WE-7 : 13,4 kN de poussée
- J34-WE-13 : 13,38 kN de poussée
- J34-WE-15 : 13,4 kN de poussée
- J34-WE-15 : 18,2 kN de poussée
- J34-WE-17 : 15 kN de poussée à sec, 21,6 kN avec postcombustion
- J34-WE-19 : 14,5 kN de poussée
- J34-WE-22 : 13,3 kN de poussée
- J34-WE-30A : 14 kN de poussée à sec 18,78 kN avec postcombustion
- J43-WE-32 : 13,3 kN de poussée
- J43-WE-32 : 15 kN de poussée
- J34-WE-34 : 14,5 kN de poussée
- J34-WE-34-1 : 13,3 kN de poussée
- J34-WE-36 : 15 kN de poussée
- J34-WE-36 : 17,8 kN de poussée
- J34-WE-36-1 : 15 kN de poussée
- J34-WE-38 : 15,98 kN de poussée
- J34-WE-40 : 13 kN de poussée
- J34-WE-41

## Applications
- Fairchild C-119 Flying Boxcar (modification pour version civile)
- Convair F2Y Sea Dart
- Curtiss-Wright XF-87 Blackhawk
- Douglas F3D Skyknight
- Douglas Skyrocket
- Douglas X-3 Stiletto
- Lockheed XF-90
- Lockheed P-2E/G/H Neptune
- McDonnell F2H Banshee
- McDonnell XF-85 Goblin
- McDonnell XF-88 Voodoo
- Ryan FR Fireball
- Vought F6U Pirate
- Vought F7U Cutlass

Record de vitesse sur l'eau
- Spirit of Australia, le jet boat de Ken Warby.

### Développement lié
- Westinghouse J30